# Parischnolea jatai
Parischnolea jatai là một loài bọ cánh cứng trong họ Cerambycidae.